# Desmazeria pignattii
Desmazeria pignattii ist eine Pflanzenart aus der Familie der Süßgräser (Poaceae). Sie gilt als Endemit mit einem äußerst begrenzten Lebensraum und findet sich nur auf Malta und im südlichen Sizilien.

## Beschreibung
Desmazeria pignattii ist ein einjähriges, in Horsten wachsendes Gras. Die unbehaarten Halme sind 2 bis 6 (selten bis 10) Zentimeter lang, kriechend bis selten aufrecht, ganz bis annähernd vollständig scheidig umfasst. Die unbehaarte Blattspreite ist linealisch-zugespitzt, 15 bis 50 Millimeter lang und 1 bis 2 Millimeter breit, nach oben aufgerollt und oft zusammengerollt. Das Blatthäutchen ist zerschlitzt, 0,5 bis 1 mm lang und durchscheinend.
Die Blattspreite ist schmal, dick und besitzt 9 bis 11 Rippen. Die Rippen sind im Querschnitt dreieckig und tragen zerstreut Borstenhaare. Die achsabgewandte Blattoberfläche besitzt eine Epidermis aus großen Zellen, hat eine dicke Cuticula und ist spärlich mit Stomata besetzt. Lediglich am Blattrand sind die Epidermiszellen kleiner und die Cuticula dünn. Das Palisadenparenchym ist eine Zellschicht dick und gut entwickelt, das restliche Mesophyll wird von einem dichten Schwammparenchym gebildet. Die achszugewandte Blattoberfläche ist durch die Rippen gekennzeichnet, deren Oberfläche von unregelmäßigen, großen Zellen gebildet wird, zwischen denen zahlreiche Stomata stehen. Die Leitbündel haben einen kleinen Durchmesser und stehen unter den Rippen. Sklerenchym befindet sich an den Rippenkanten und an den Blatträndern.
Der Blütenstand ist eine zweizeilige, feste Ähre, 1 bis 3 Zentimeter lang und besteht aus sechs bis acht (selten vier bis zehn) Ährchen, ihre Stiele sind 0,5 bis 1 Millimeter lang. Die sieben- bis zehn-, selten bis zwölfblütigen Ährchen sind eiförmig, seitlich zusammengedrückt, 5 bis 7 Millimeter lang und 2 bis 3 Millimeter breit. Die Hüllspelzen sind gleichartig, eiförmig, zugespitzt, seitlich gekielt, rund 3 Millimeter lang; die untere Hüllspelze zugespitzt, 1,5 Millimeter breit und fünfnervig mit lang und stark hervorstehender Mittelrippe und Seitenrippen, die weitere Nervatur ist äußerst kurz und unscheinbar. Die obere Hüllspelze ist stumpf, 2 Millimeter breit, siebennervig, die Mittelrippe ist lang und stark hervorstehend, die übrige Nervatur ist kurz und unscheinbar. Die Härchen sind zylindrisch bis annähernd keulenförmig in den Ährchenachsen und am seitlichen Ansatz der Deckspelze, einzellig und 0,15 Millimeter lang. Die Deckspelzen sind eiförmig gerundet, spitz zulaufend und 3 bis 3,5 Millimeter lang sowie 2,5 Millimeter breit, siebennervig mit langer und stark hervortretender Mittelrippe, die beiden äußeren Seitenrippen sind kurz, die beiden direkt seitlich der Mittelrippe sind unscheinbar, die Oberfläche ist ledrig und am breiten Rand durchscheinend. Die Vorspelze ist durchscheinend, schmal lanzettlich, 3 Millimeter lang, seitlich zweifach gekielt und an der Nervatur dicht bewimpert. Die beiden Lodiculae sind eiförmig, am äußersten Ende abgestumpft und zum Rand locker bewimpert.
Die Blüte hat drei Staubblätter, die Staubbeutel sind gelb, linealisch und 0,7 bis 0,8 Millimeter lang. Der Fruchtknoten ist unbehaart und 0,5 Millimeter lang. Die beiden Griffel sind mit kurzem Flaum behaart und rund 2 Millimeter lang. Die gelblich-braune Karyopse ist verkehrt-eiförmig, rund 1,5 Millimeter lang und 1 Millimeter breit. An der Seite des Nabelflecks ist sie gefurcht.

## Verbreitung
Desmazeria pignattii ist selten. Die Art ist ein sogenannter maltesisch-hybleanischer Endemit, sie findet sich also nur auf Malta und dem südlichen Sizilien. Dort besiedelt sie trockene, kalkhaltige Böden des Litorals in annähernd halophilen Mikroassoziationen einjähriger Pflanzen inmitten der ausdauernden Pflanzengesellschaften der Crithmo-Limonietea. In denselben Habitaten findet sich in Malta auch die ähnliche Desmazeria rigida, deren Blätter jedoch größer und lanzettlich sind.

## Systematik und botanische Geschichte
Desmazeria pignattii wurde 1985 von Salvatore Brullo und Pietro Pavone erstbeschrieben, das Artepitheton ehrt den italienischen Botaniker Sandro Pignatti. Die Art ist eng verwandt mit Desmazeria sicula.

## Nachweise
1. 1 2 3 4 5 6  S. Brullo, P. Pavone: Taxonomic Considerations on the Genus Desmazeria (Gramineae) with Description of a New Species: Desmazeria pignattii In: Willdenowia, Bd. 15, H. 1, 1985, S. 99–106
2. ↑  Hans Christian Weber, Bernd Kendzior: Flora of the Maltese Islands - A Field Guide, 2006, ISBN 3-8236-1478-9, S. 74